# Larry Beinhart
Larry Beinhart (...) è uno scrittore statunitense.
È famoso per aver scritto il racconto politico e investigativo American Hero, che ha ispirato il film politico Sesso & potere.
No One Rides for Free (1986) ha ricevuto l'Edgar Award del 1987 come Best First Novel.
Il suo libro Fog Facts, parla di come alcune importanti verità palesemente lampanti vengano ignorate dai media e dalla cultura in generale.

## Lavori principali
- No One Rides For Free (1986)
- You Get What You Pay For (1988)
- American Hero (1993) (ripresa come Wag the Dog: A Novel)
- The Librarian (2004) - edito in italiano come Il bibliotecario da Curcu & Genovese Ass.
- Fog Facts: Searching for Truth in the Land of Spin (2005)